# Ethel de la Cour
Ethel De la Cour OBE (6 de diciembre de 1869 - 25 de abril de 1957) fue una directora universitaria y soroptimista británica.

## Biografía
Cour nació en Edimburgo en 1869. Sus padres fueron Alice-Maria y Lauritz Ulrich De la Cour. Su padre era comerciante.
En 1896 se unió a Christian Guthrie Wright y Louisa Stevenson, quienes habían fundado una escuela de cocina en Edimburgo. Fue empleada como secretaria adjunta de Jessie Melvin, quien era la secretaria de la universidad.
Guthrie Wright murió repentinamente en 1907, a la edad de 62 años. Cour fue ascendida a directora profesional de la escuela de cocina en 1909. La escuela pasó a sentar las bases de la enseñanza de Ciencias Domésticas para Escocia, porque la Ley de Educación (Escocia) de 1908 convirtió a las Ciencias Domésticas en una parte esencial de la educación obligatoria.
Durante la Primera Guerra Mundial, los alimentos escaseaban y finalmente se introdujo el racionamiento. Estuvo involucrada con grupos que fomentaban el uso de nuevas recetas para que se pudiera obtener la máxima nutrición de los alimentos que estaban disponibles. Recibió un reconocimiento por este trabajo.
En reconocimiento a su contribución a la enseñanza de las ciencias domésticas, recibió la OBE, Ordcen del Imperio Británico, en 1929. Para entonces ya era Juez de Paz y Directora de la "Escuela de Cocina y Economía Doméstica de Edimburgo".
En 1927 se creó una sucursal de Soroptimist International en Edimburgo. Fue miembro fundadora y presidenta fundadora del grupo.
En 1930 se jubiló y la escuela se convirtió en el Edinburgh College of Domestic Science. En 1972, el nombre cambió nuevamente, a Queen Margaret College (ahora Queen Margaret University). Hay una placa de Escocia histórica en el lugar en el que se ubicaba la escuela de Atholl Crescent, que menciona a Stevenson y Guthrie Wright como los cofundadores de la escuela.
Cour murió en Edimburgo en 1957.